# NGC 2593
NGC 2593 је лентикуларна галаксија у сазвежђу Рак која се налази на NGC листи објеката дубоког неба.
Деклинација објекта је + 17° 22' 28" а ректасцензија 8h 26m 47,8s. Привидна величина (магнитуда) објекта NGC 2593 износи 14,0 а фотографска магнитуда 14,9. NGC 2593 је још познат и под ознакама UGC 4408, MCG 3-22-12, CGCG 89-29, PGC 23692.